# Knut Stjerna
Knut Martin Stjerna, född 14 mars 1874 i Malmö, död 15 november 1909 i Uppsala, var en svensk arkeolog.
Stjerna började 1892 studera vid Lunds universitet, huvudsakligen litteratur- och konsthistoria samt historia, och avlade filosofie licentiatexamen 1902, som kompletterades 1903 med ämnet jämförande fornkunskap, varefter han 1905 vid Uppsala universitet disputerade för filosofie doktorsgrad.
Stjerna tjänstgjorde 1900–1903 han som medarbetare i Sydsvenska Dagbladet i Malmö och 1903–1905 vid Landsarkivet i Lund samt förordnades 1905 till docent i nordisk och jämförande fornkunskap i Uppsala. Under 1890-talet genomförde han flera konsthistoriska studieresor till Tyskland och Frankrike. Under 1903 och 1904 gjorde han arkeologiska studieresor i Tyskland, Danmark och Österrike-Ungern och genomförde arkeologiska undersökningar i Skåne.
Stjernas doktorsavhandling från 1905 behandlar Bornholms befolkningshistoria. I denna diskuterade han huruvida det arkeologiska gravmaterialet kunde bevisa att de folkvandringstida burgunderna skulle ha utvandrat från Bornholm. Folkvandringstiden och stenåldern kom att bli de förhistoriska perioder som mest tilldrog sig hans intresse. Därefter blev han docent i nordisk och jämförande fornkunskap vid Uppsala universitet. Året därpå påbörjade han sin tjänstgöring vid institutionen i Uppsala. Under sin korta tid här initierade han ett forskningsprojekt kring den svenska stenåldern som kartlades landskapsvis av hans studenter. 
Stjerna var lärofader till bland andra Gunnar Ekholm, Birger Nerman och Sune Lindqvist. Han var också mycket engagerad i undersökningarna av medeltidslämningarna vid Studentholmen i Uppsala. Knut Stjerna var mycket aktiv och produktiv under sina verksamma år. Han var en flitig skribent och föreläsare. Flera av hans artiklar och uppsatser behandlar Beowulfkvädet ur arkeologiska perspektiv. Han var från 1903 och fram till sin död styrelsemedlem av etnologiska föreningen i Lund. Denna initierades av Knut Stjerna själv samt botanisten John af Klercker (1866–1929) och zoologen Hans Wallengren (1864–1938). Från 1907 och framåt var han också sekreterare i den kulturhistoriska föreningen Urd i Uppsala samt i Upplands fornminnesförening.
Knut Stjerna är begravd på Sankt Pauli södra kyrkogård i Malmö.